# Sachs-Wolfejev pojav
Sachs-Wolfejev pojav je značilnost prasevanja, da je spekter fotonov, ki izvirjo iz njega, premaknjen proti rdečem delu zaradi gravitacije, kar povzroča, da je izmerjeni spekter prasevanja neenakomeren. Pojav je glavni vir nepravilnosti v prasevanju za kotne velikosti nad 10°. Imenuje se po nemško-ameriškem biologu, astrofiziku in kozmologu Rainerju Kurtu Sachsu in ameriškem astrofiziku Arthurju Michaelu Wolfeju.